# Tjänstefolk i Storbritannien och Irland

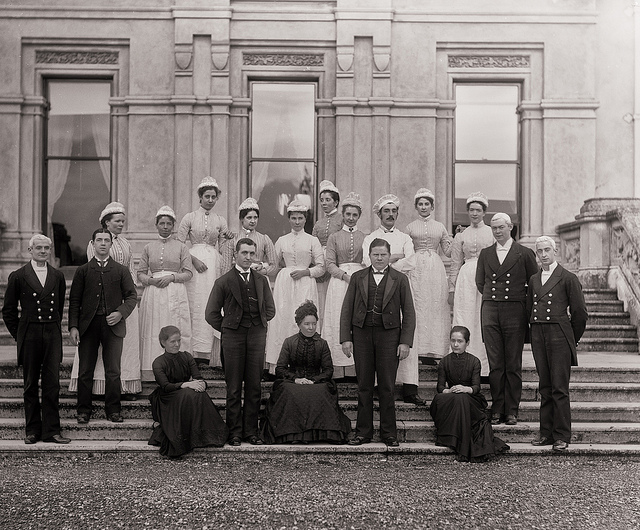
Tjänstefolk i Curraghmore House, Irland, 1905.

Tjänstefolk i Storbritannien och Irland är arbetskraftsstrukturen i det fullt utbildade system för uppassning i förmögna och adliga hushåll i Förenade Konungariket Storbritannien och Irland, som hade sin kulmen på 1800‑talet och under de första årtiondena av 1900‑talet.

## Historia
Systemet förutsatte att förmögna familjer kunde underhålla great houses och anställa billig arbetskraft. Det stora antalet tjänare gjorde att tjänstefolket bildade ett eget socialt samhälle i den bakre delen av byggnaden. Detta levnadssätt hade sin höjdpunkt mellan 1880 och första världskrigets utbrott.
Första världskriget, som tog män till krigstjänst och kvinnor till industrin, ändringar i skattelagstiftning, och andra ekonomiska förändringar, gjorde det svårt för den traditionella överklassen att hålla tjänstefolk i gammal stil. Aristokratins levnadssätt med tjänstefolk i great houses har mestadels ersatts av guidade turistturer och andra aktiviteter, och många great houses har rivits. Minnet av det klassiska systemet med tjänstefolk fortlever idag i litteraturen och i populärkulturen, som i kostymdramat Downton Abbey.

## Hushållets ledning
Den landägande aristokratens hustru, the lady of the house eller ”her ladyship”, ledde hushållets skötsel. Hennes tre närmaste underordnade var butlern, the housekeeper (en kvinna), och kokerskan. När något skulle arrangeras, talade hon med de tre nämnda i den ordningen. God stämning mellan butlern, the housekeeper och kokerskan var nödvändigt; i annat fall hotades hushållets funktion. I de största husen kunde en steward (house steward) finnas över butlern, och en manlig kock (chef) kunde finnas i stället för kokerska.

## De högsta tjänarnas rum
De högsta tjänarna åt och samlades i the housekeeper’s room, eller i the steward’s room, om en house steward fanns. Någon samlingslokal för ledande tjänare uppkallad efter butlern fanns ej
Till the house keeper’s room (eller the steward’s room) ägde the house steward (om han fanns), butlern, the housekeeper, kokerskan (eller kocken), the valet, the lady’s maid, och the head nurse tillträde, liksom besökande tjänare av samma rang; se nedan för yrkestitlarnas betydelser.

## Tre domäner
Eftersom the lady gav befallningar åt butlern, the housekeeper och kokerskan, kan tjänstefolket indelas i tre domäner: de manliga betjänterna under butlern, tjänarinnorna under the housekeeper, och kökspersonalen under kokerskan (kocken). Här bortses från the steward, som om han fanns, visserligen var högre i rang än butlern, men knappast ordergivare åt butlern. Inom dessa tre domäner fanns tre parallella rangskalor; en tjänare av viss rang inom en viss domän hade alltså sina jämlikar inom de två andra domänerna. På grund av att house steward inte var helt vanlig, men butlern var de manliga tjänarnas ledare i normalfallet, räknas butlern, the housekeeper och kokerskan som nummer ett i rangskalorna nedan.
Där fanns också anställda som arbetade utanför residenset (grounds staff som trädgårdsmästare, kusk med flera), men de tillhörde inte the domestic servants’ tre domäner.

## Manliga betjänter

### Steward och kitchen‑clerk
Stora egendomar kunde ha en steward, som skötte alla inköp, istället för att butlern och the housekeeper gjorde det. The steward var noga taget en house steward (även skrivet ”house‑steward”), om han bara arbetade med hushållet; en steward med vidare ansvar kallades land‑steward.
The steward kunde möjligen ha en underordnad, the kitchen–clerk, som vägde och kontrollerade leveranserna.

### Butlern

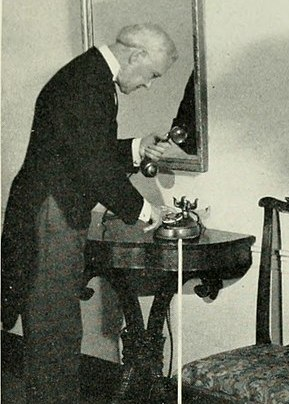
En butler år 1922

En butler var minst 30 till 40 år gammal. Hans främsta plikt var att se till att allt i hushållet ginge smidigt. Han var ansvarig för husets främre, representativa del. Han övervakade the footmen, the steward’s room boy och the hallboy, som gemensamt kallades the pantry staff. För titelns etymologi, se Butler. Butlerns klädsel på morgonen var en grå tailcoat (en rock med skört och rakt skuren framsida som en frack) och grårandiga byxor. Från 1920‑talet bar han svart tailcoat hela dagen. På kvällen bytte han till svarta byxor med sidenrevärer.

### Valet
The valet var närmast butlern i rang. En valet var vanligen ungkarl, och husbondens personlige betjänt. The valet bar en mörkgrå kostym som kallades morning suit.

### Footmen
På tredje rangnivån bland de manliga betjänterna fanns the footmen. Där kunde finnas förste, andre och tredje footman. Förste footman var vanligen runt 25 år gammal. Andra och tredje footman var vanligen mycket unga.
Footmen tjänstgjorde som valets åt herremannens söner, och åt gästande män, som ej åtföljdes av sin eget valet.
Förste footman vaktade bordssilvret; han sov vid the strongroom (värdesaksrummet). Andra och tredje footman passade upp och serverade vid bordet, putsade silver och vårdade kläder.
Om en valet inte fanns, väckte footmen husets herre, och borstade och lade fram hans kläder, både på morgonen och till kvällsvard.
Footmen dukade till frukost, middag (i ordets sanna mening) och kvällsvard, och dukade av. De serverade middag och kvällsvard. De dukade för eftermiddagste klockan halv fem, och serverade drinkar klockan sex. Vid halv elva serverade de grogg i salongen. Deras arbetsdag slutade när herrskap och gäster lade sig; i värsta fall kunde ett parti biljard eller kortspel hålla på till fyra, och footmens ginge då till nästa arbetsdag, som började klockan sex, utan nattsömn.
Under hela dagen mottog de gäster, svarade i telefon, och passade upp herrskapet.
Footmen bar den mörkgrå morning suit när de arbetade i husets bakre regioner, och bar livré när de passade upp herrskapet. De skulle helst vara långa och stiliga.

### Steward’s room boy
Steward’s room boy var den näst lägsta manliga sysslan, om ett steward’s room fanns. Steward’s room boy bar morning suit, och hade även en mörkblå rock och svarta byxor.
Steward’s room boy lärde sig yrket genom att passa upp betjänter som var högre i hierarkin.

### Hallboy
The hallboy, även skrivet hall boy, var den lägsta manliga tjänaren, vanligen 14 till 15 och ett halvt år gammal.. Därefter befordrades han till steward’s room boy eller tredje footman. Han vårdade butlerns kläder. En hallboy bar morning suit.
Liksom steward’s room boy och lärde sig hallboy yrket genom att passa upp betjänter.
Namnet hallboy kommer inte av att han arbetade i främre entrén – det gjorde footmen och butlern – utan att han sov i en korridor (a hall) i tjänarnas regioner.

## Tjänarinnor inom the housekeeper’s domän

### Housekeeper
The housekeeper var vanligen ogift, men hade hederstiteln ”Mrs”. Hon övervakade the house maids och the stillroom maids. Hon var ansvarig för tjänstefolkets del av huset, och för allt sänglinne. Hon var på högsta rangnivån bland tjänarinnorna, och jämlike med butlern och kokerskan.

### Lady’s maid
The lady’s maid var närmast the housekeeper i rang bland tjänarinnorna. Hon tjänade husets härskarinna, och var alltså kvinnosidans motsvarighet till the valet.

### House maids
På tredje rangnivån bland tjänarinnorna fanns the house maids. The first footman motsvarades bland tjänarinnorna av the head house maid, som var direkt under the lady’s maid. The second house maid var jämställd med andre footman, och the third house maid var jämställd med tredje footman. För ännu yngre kvinnliga tjänarinnor fanns inga särskilda titlar; de stod på samma nivå som the steward’s room boy och the hallboy.
House maids var ansvariga för the drawing room (salongen): gardiner, blommor med mera. De yngre house maids utförde hårdare arbete, som att rengöra eldhundar och lägga in brasor.
House maids kunde vara sju stycken i stora hushåll. House maids och likställda kvinnor på tredje rangnivån var vanligen fler än the footmen.

### Nurse
Fanns barn i hushållet anställdes nurses (barnskötare), möjligen under ledning av en head nurse. Nurses räknades till samma kategori som house maids.

### Still room maids
I the still room tillverkades historiskt drycker, oljor med mera (still = destilleringsapparat), men det blev senare ett rum för inläggning och efterrätter. The still room maids (även skrivet stillroom maids) arbetade där under the housekeeper; inte under kokerskan, som ansvarade för ungs‑ och spisellagad mat.

## Kökspersonal

### Kokerskan
Kokerskan var pressad, eftersom tidsschemat var obönhörligt. Hon hade hederstiteln ”Mrs.” oberoende av civilstånd. Hon var i rang jämlike med butlern och the housekeeper. Större hus kunde ha en manlig kock.

### Kitchen maids
The kitchen maids arbetade med varmlagad mat. The first kitchen maid var underställd kokerskan, och i rang jämställd med en first footman. Där fanns alltså ingen i köket på andra rangnivån, varest the valet och the lady’s maid fanns i butlerns och the house keeper’s domäner. Andra och tredje kitchen maid var jämlikar med andre och tredje footman.

### Scullery maid
The scullery maid, även kallad tweeny, var i rang lika låg som en hallboy. Hon rensade grönsaker och diskade kastruller och stekplåtar.

## Tjänstefolkets arbetsvillkor

### Tjänstetid
Ungt tjänstefolk bytte ofta arbetsplats efter ett eller ett par år, för befordran och erfarenhet. Trots sin underordnade sociala ställning hade tjänstefolk en viss valfrihet; tjänstefolk föredrog herrskap med flera hus, varav ett i London, eftersom de ville ha resor och omväxling.
Äldre tjänare – butlern och the housekeeper – kunde stanna i åratal eller decennier. Kokerskan stannade vanligen inte så länge som de.

### Arbetstid
Som sagts ovan om footmen var arbetstiderna oreglerade, och inga fridagar fanns. Ledigheter fanns vissa dagar mellan middag och kvällsvard, och efter kvällsvard.

#### Bostad
Tjänstefolket bodde i husets bakre del, avskilda från herrskapet utom när de passade upp herrskapet och deras gäster.

#### Lön
Lönerna för män var 15–20 pund om året för en hallboy, upp till 90 pund för en butler (penningvärde ungefär mitten av 1900‑talet).

#### Säsonger
Tjänstefolk reste ofta med herrskapet, mellan herrskapets residens eller till hotel. Det var vanligt att resa utomlands i januari och återvända i april. Londonsäsongen, när hushållet flyttade till Londonresidenset, varade från maj till juli. Jaktsäsongen i Skottland var i augusti–september, och en andra Londonvistelse (”little season”) inföll i september–oktober.

### Hierarkisk skiktning
De fem rangerna bland tjänare upprätthölls strikt; högre tjänare hjälpte ej lägre, även om tid och behov fanns. En särskild skiljelinje gick mellan de två högsta rangerna och de lägre.

## Förenklingar i mindre hushåll
Det fullt utbyggda systemet som beskrivs ovan fordrade 40 anställda. Fyrtio tjänare var ovanligt; de flesta great houses hade 12–15 tjänare.

### Parlourmaids
Mindre storslagna hushåll kunde ersätta butler och footmen med tjänarinnor: head parlourmaid och parlourmaids. Med detta arrangemang stod en head parlourmaid på butlerns nivå, second parlour maid hade samma rang som en first footman, och en third parlourmaid hade samma rang som en second footman. Men detta var bara teoretiskt, eftersom footmen och parlourmaids icke funnes i samma hus. Nackdelen med parlourmaids var, att en man man måste tillkallas utifrån för karlgörat, som att bära kol och tunga iläggsskivor.

### Andra inskränkningar
Fulltidsvalet kunde saknas. En footman kunde tjänstgöra som husbondens valet, innan han vart befordrad till butler.
Endast de förmögnaste great houses hade en steward’s room boy.